# Миленький, Иван Андреевич
Ива́н Андре́евич Ми́ленький (1922—1995) — участник Второй мировой войны, Герой Советского Союза.

## Биография
Родился 14 августа 1922 года в селе Юрки Кобелякского уезда Полтавской губернии (ныне Козельщинский район Полтавская область Украины). Украинец. Учился в Вильнянской начальной школе.
В 1930 году выехал в село Яйва Александровского района Пермской области как член семьи украинских раскулаченных крестьян. Там окончил семь классов неполной средней школы. Работал киномехаником. В 1943 году призван в ряды Красной Армии. В том же году окончил Троицкую авиационную школу.

## Участие в Великой Отечественной войне

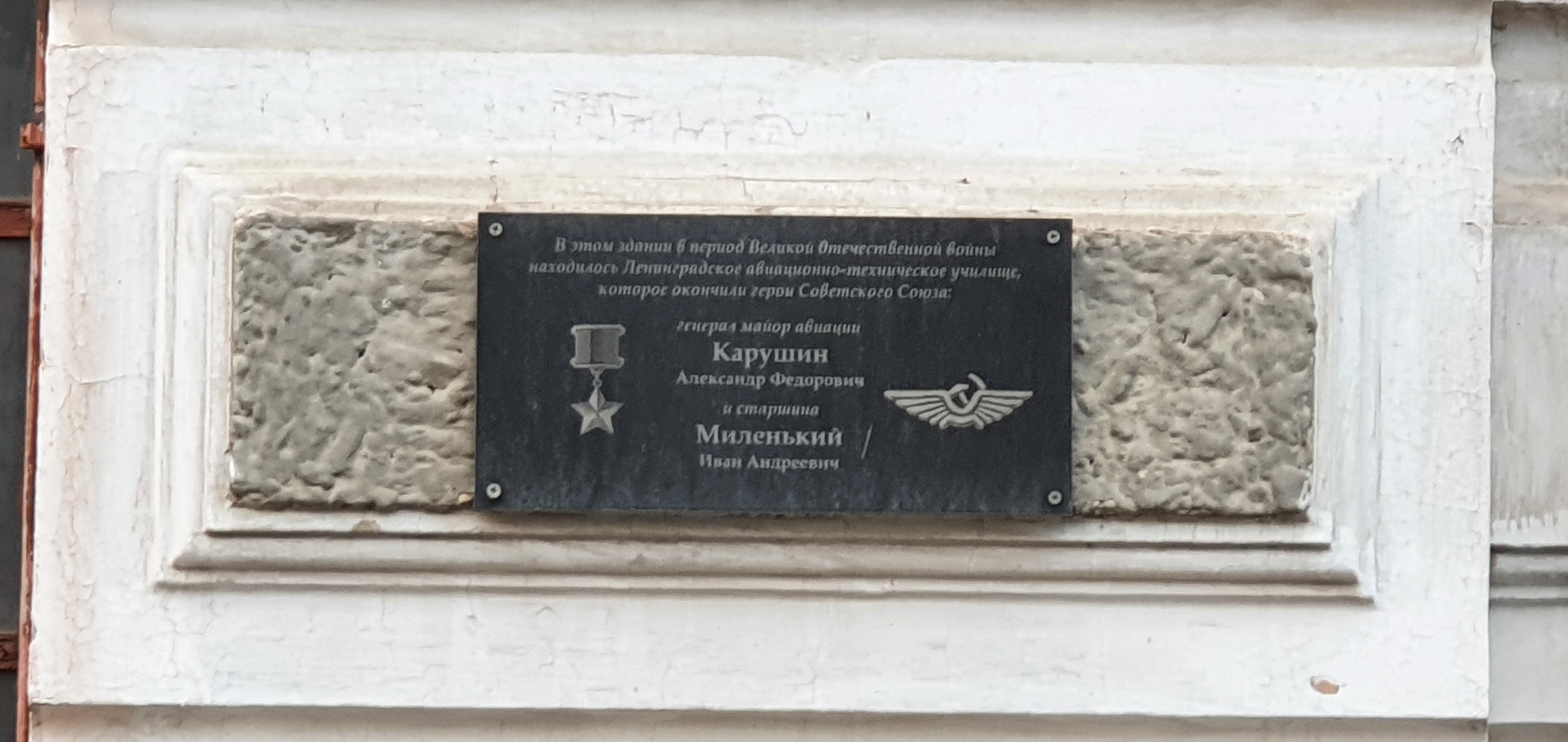
Памятная доска на здании Пассажа Яушевых в Троицке, где Миленький проходил обучение во время Второй мировой войны

В боях Великой Отечественной войны с июля 1943 года. Воевал на Западном, Ленинградском и 3-м Белорусском фронтах. Весь боевой путь прошёл в составе 566-го штурмового Солнечногорского Краснознамённого ордена Кутузова авиационного полка (277-я штурмовая Красносельская Краснознамённая орденов Суворова и Кутузова авиационная дивизия, 13-я воздушная армия. Был ранен.
Его боевая биография началась летом 1943 года на Курской дуге. 31 июля воздушный стрелок штурмовика Ил-2 И. А. Миленький принял боевое крещение.
В январе 1944 года прибыл на Ленинградский фронт, в составе экипажа капитана А. Г. Мачнева воевал в небе Прибалтики, Восточной Пруссии, штурмовал Кёнигсберг, воевал на Земландском полуострове, в заливе Фриш-Гоф.
К концу войны И. А. Миленький в составе экипажа лётчика А. Г. Мачнева совершил 225 успешных боевых вылетов на штурмовку. Двадцать семь раз участвовал в боях с истребителями. В боях экипаж Миленького уничтожил и повредил: танков и самоходных орудий — 34, автомашин с войсками и грузами — 69, железнодорожных вагонов — 29, самолётов на аэродромах противника — 9, повредил два паровоза, подавил огонь 35 батарей разного рода артиллерии, взорвал 7 различных складов, сбил два самолёта противника.
Войну И. А. Миленький закончил в Восточной Пруссии. В последнем боевом вылете с капитаном А. Г. Мачневым они штурмовали войска и технику противника в районе Кальштайн, Танкиттан.
Указом Президиума Верховного Совета СССР от 29 июня 1945 года за образцовое выполнение боевых заданий командования по уничтожению живой силы и техники противника и проявленные при этом мужество и героизм старшине Миленькому Ивану Андреевичу присвоено звание Героя Советского Союза с вручением Ордена Ленина и медали «Золотая звезда» (№ 7508).

## Послевоенное время
В 1947 году старшина И. А. Миленький демобилизован. Жил в Ленинграде. Работал в конструкторском бюро на заводе. Умер 19 апреля 1995 года. Похоронен на Северном кладбище Санкт-Петербурга.

## Память
К 65-летию победы в Великой Отечественной войне установлена мемориальная плита в честь Героя Советского Союза Миленького Ивана Андреевича в посёлке Яйва.

## Награды
- Герой Советского Союза, указ от 26 октября 1944 года (№ 4865).
- Орден Ленина, 29.06.1945.
- Орден Красного Знамени, 10.10.1944.
- Орден Отечественной войны 1-й степени, 11.03.1985.
- Орден Красной Звезды, 21.08.1944.
- Орден Славы 3-й степени, 17.02.1945
- Медаль «За отвагу», 20.02.1944.
- Медали